# مهره‌کافت
در پزشکی به نقص در بخش‌های بین‌مفصلی کمری و خاجی، مُهره‌کافت یا اسپاندیلولیزیس (Spondylolysis) می‌گویند.
برخلاف لغزش مهره، مهره‌کافت یک عیب مهره‌ای یک‌طرفه بدون لغزش است. لغزش مهره بیشتر در فقرات کمری و در مهره پنجم کمر دیده می‌شود.
مهره‌کافت نقصی استخوانی در باریکهٔ Isthmus مهره است. این نقص در عقب مهره در ناحیه‌ای بین پدیکول و لامینا یعنی قسمت بین مفصلی Pars Interarticularis ایجاد می‌گردد.

## علل مهره‌کافت
۱-عوامل مادرزادی
۲-شکستگی
۳-فعالیت‌های تکراری (به‌ویژه در ورزشکاران)

## تشخیص
اسپوندیلولیزیس در رادیوگرافی نمای مایل Oblique دیده می‌شود ولی در نمای جانبی Lateral مشاهده نمی‌گردد.

## درد
عواملی که باعث ایجاد درد در مهره‌کافت می‌گردند ممکن است درارتباط با فشار به موارد زیر باشند:
- رباط‌های طولی قدامی، خلفی و بین خاری، سخت‌شامه Dura mater، جسم مهره، مفاصل فاست (آپوفیزیال)، عضلات وطناب نخاعی یا ریشه‌های اعصاب نخاعی